# 凡内谷站
凡內谷站（：／ Beomnaegol yeok */?）是釜山地鐵1號線沿線的一座地下車站，位於韓國釜山廣域市釜山镇区凡川洞。

## 車站結構
站體為1面2線島式月台的地下車站，候車月台設有月台幕門，並有8處出口。

### 月台配置
| 凡一 ↑   |
| 下 上 \| |
| ↓ 西面   |

| 月台 | 路線               | 目的地                                 |
| ---- | ------------------ | -------------------------------------- |
| 上行 | ●釜山都市铁道1号线 | 草梁、釜山站、中央、多大浦海水浴場方向 |
| 下行 | ●釜山都市铁道1号线 | 西面、釜田、蓮山、老圃方向             |

## 歷史
- 1985年7月19日：落成啟用。

## 車站周邊
- 釜山交通公社總社
- 凡4號橋
- 凡川洞郵局
- CHICOR釜山西面店
- 釜山鎮初等學校
- 釜山商會
- 韓國身心障礙者僱傭公團（朝鲜语：한국장애인고용공단）釜山地域總部

## 圖片

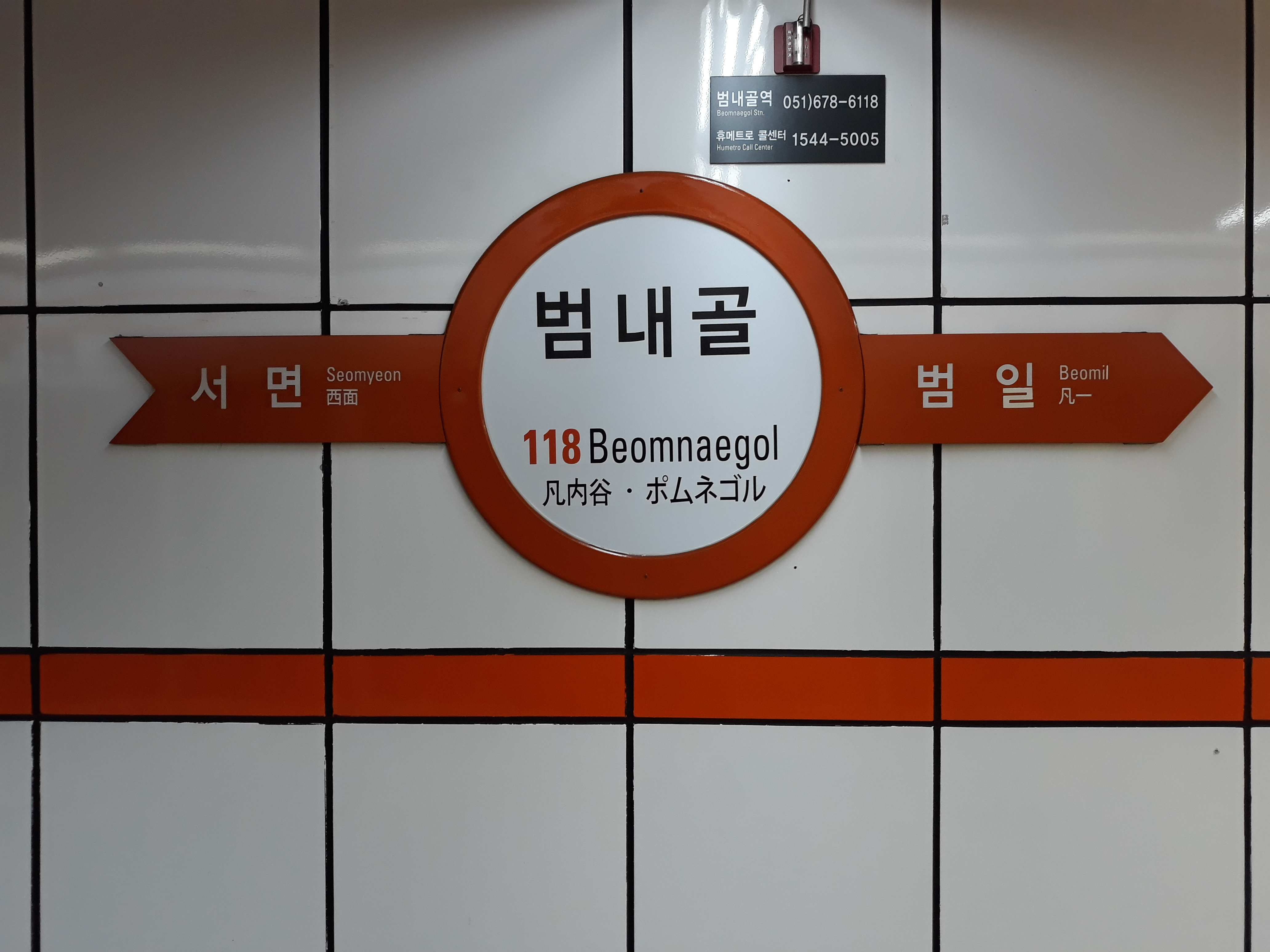
站名牌
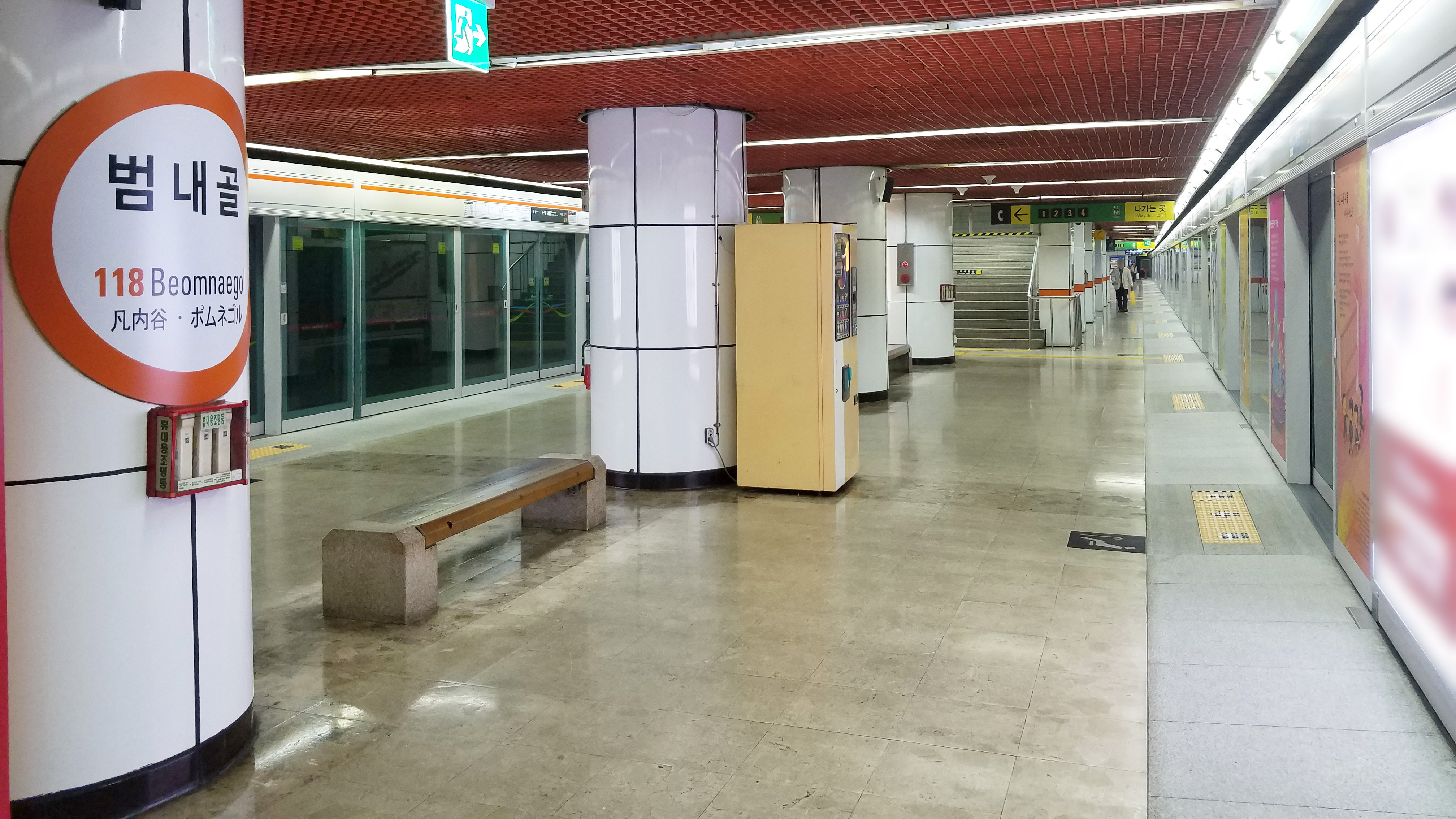
候車月台
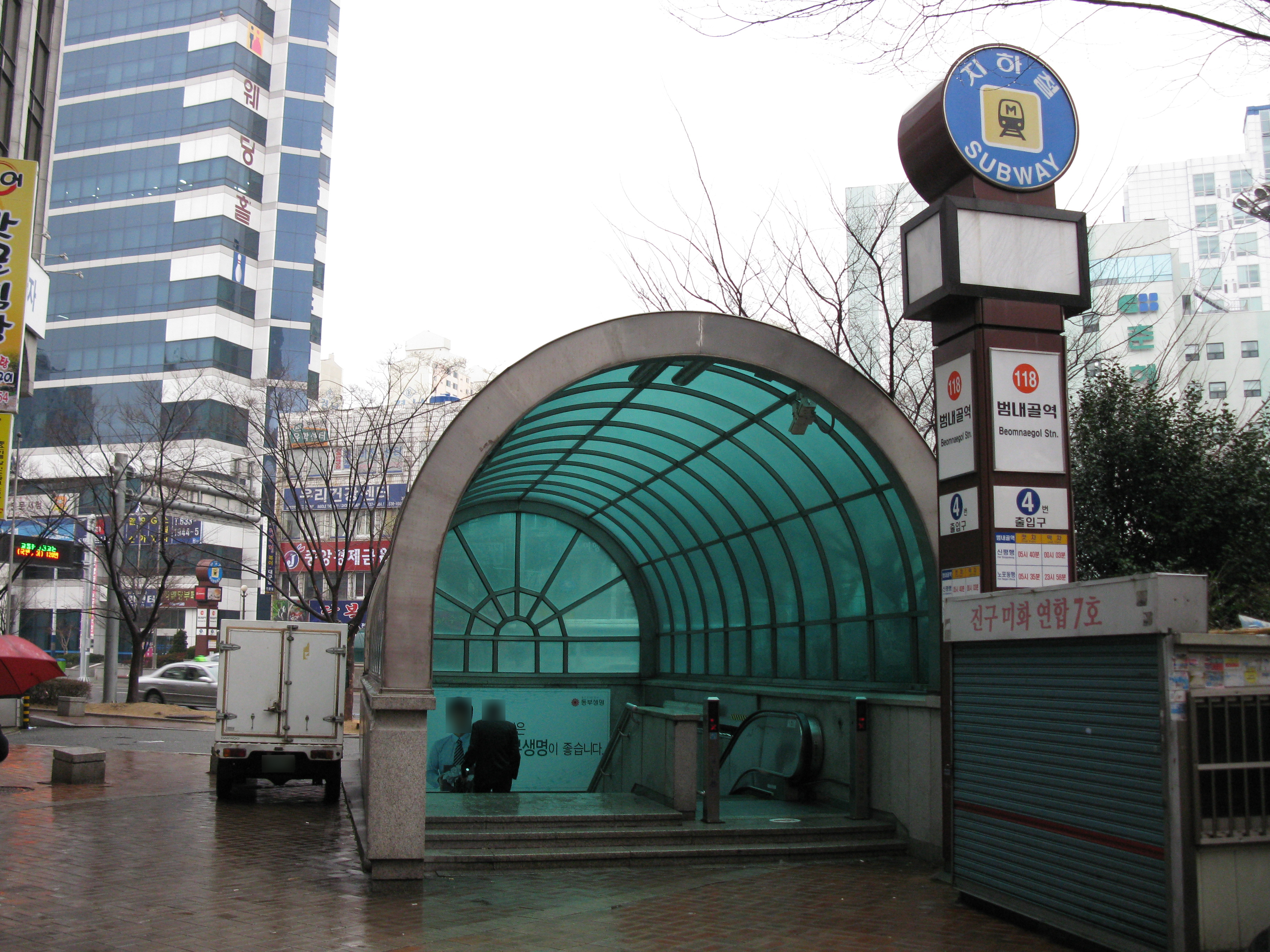
4號出口

## 相鄰車站
釜山交通公社
●釜山都市铁道1号线
凡一（117）－凡內谷（116）－西面（119）